# Bédik (langue)
Cet article concerne la langue bédik. Pour le peuple bédik, voir Bédik (peuple).
Le bédik, ou ménik, est une langue parlée dans le sud-est du Sénégal.
Elle fait partie des langues rattachées à la branche nord des langues atlantiques, elles-mêmes sous-catégorie des langues nigéro-congolaises.
Comme le bassari, c'est une langue tenda.

## Autres noms
Bedik, Budik, Tandanke, Tendanke, Tenda, Bande, Basari du Bandemba

## Population
Le bédik était parlé par 3 375 personnes en 2002.

## Écriture
Le bédik est écrit avec l’alphabet latin. Un décret de 2005 a fixé les dernières règles orthographiques.
| Lettres de l’alphabet | Lettres de l’alphabet | Lettres de l’alphabet | Lettres de l’alphabet | Lettres de l’alphabet | Lettres de l’alphabet | Lettres de l’alphabet | Lettres de l’alphabet | Lettres de l’alphabet | Lettres de l’alphabet | Lettres de l’alphabet | Lettres de l’alphabet | Lettres de l’alphabet | Lettres de l’alphabet | Lettres de l’alphabet | Lettres de l’alphabet | Lettres de l’alphabet | Lettres de l’alphabet | Lettres de l’alphabet | Lettres de l’alphabet | Lettres de l’alphabet | Lettres de l’alphabet | Lettres de l’alphabet | Lettres de l’alphabet | Lettres de l’alphabet | Lettres de l’alphabet | Lettres de l’alphabet | Lettres de l’alphabet | Lettres de l’alphabet | Lettres de l’alphabet |
| --------------------- | --------------------- | --------------------- | --------------------- | --------------------- | --------------------- | --------------------- | --------------------- | --------------------- | --------------------- | --------------------- | --------------------- | --------------------- | --------------------- | --------------------- | --------------------- | --------------------- | --------------------- | --------------------- | --------------------- | --------------------- | --------------------- | --------------------- | --------------------- | --------------------- | --------------------- | --------------------- | --------------------- | --------------------- | --------------------- |
| A                     | B                     | Ɓ                     | C                     | D                     | Ɗ                     | E                     | Ë                     | F                     | G                     | H                     | I                     | J                     | K                     | L                     | M                     | N                     | Ñ                     | Ŋ                     | O                     | P                     | R                     | S                     | Ŝ                     | T                     | U                     | W                     | Y                     | Ƴ                     |                       |
| a                     | b                     | ɓ                     | c                     | d                     | ɗ                     | e                     | ë                     | f                     | g                     | h                     | i                     | j                     | k                     | l                     | m                     | n                     | ñ                     | ŋ                     | o                     | p                     | r                     | s                     | ŝ                     | t                     | u                     | w                     | y                     | ƴ                     |                       |

L’accent aigu est utilisé pour indiquer des voyelles fermées ‹ é › /e/ et ‹ ó › /o/. La voyelle centrale forte est notée ‹ ë › et la voyelle centrale faible est notée ‹ ė ›.

### Filmographie
- Sénégal : le bedik, court-métrage documentaire de la série Ces langues qui ne veulent pas mourir, réalisé par Rozenn Milin, 2013, 5 min 40, diffusé sur ARTE en 2013.